# Myotis capaccinii
El murciélago ratonero patudo (Myotis capaccinii) es una especie de murciélago de la familia Vespertilionidae. Aunque está presente de forma homogénea a lo largo de su zona de distribución, se trata de una especie escasa o rara, desconociéndose sus poblaciones globales.

## Descripción física

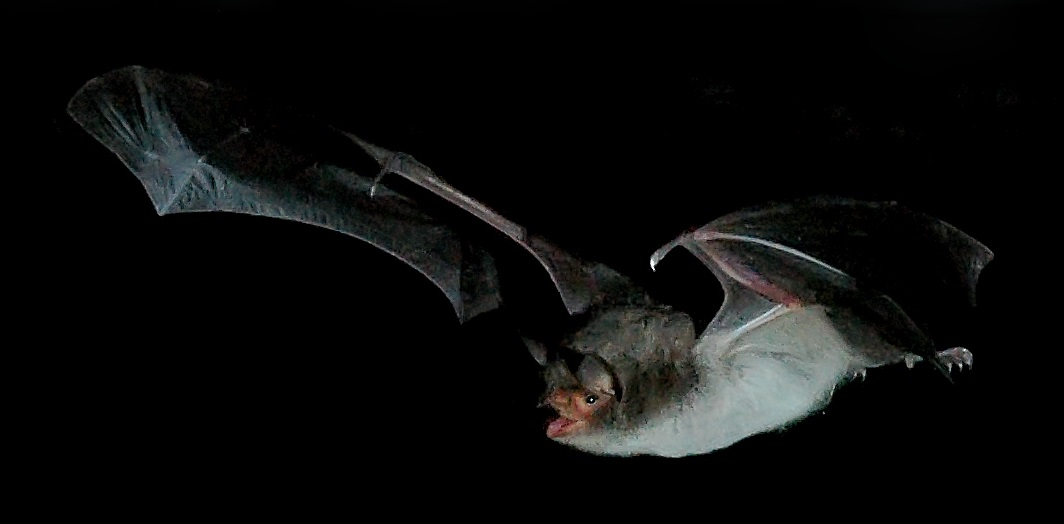
M. capaccinii

Es de tamaño mediano. Sin dimorfismo sexual. Dorso gris claro, vientre casi blanco. Pie grande con cerdas, mayor que la mitad de la tibia. Tibia y zonas próximas del patagio cubiertas de pelo. Los ejemplares jóvenes presentan una mancha oscura en el mentón. ANT: 38,2-44,6 mm; Ps: 5,5-15,0 g. (Levante y Baleares). Similar a M. daubentonii, sin pelo en la tibia. Fórmula dentaria: {\displaystyle {\frac {2.1.3.3}{3.1.3.3.}}} .

## Distribución biogeográfica

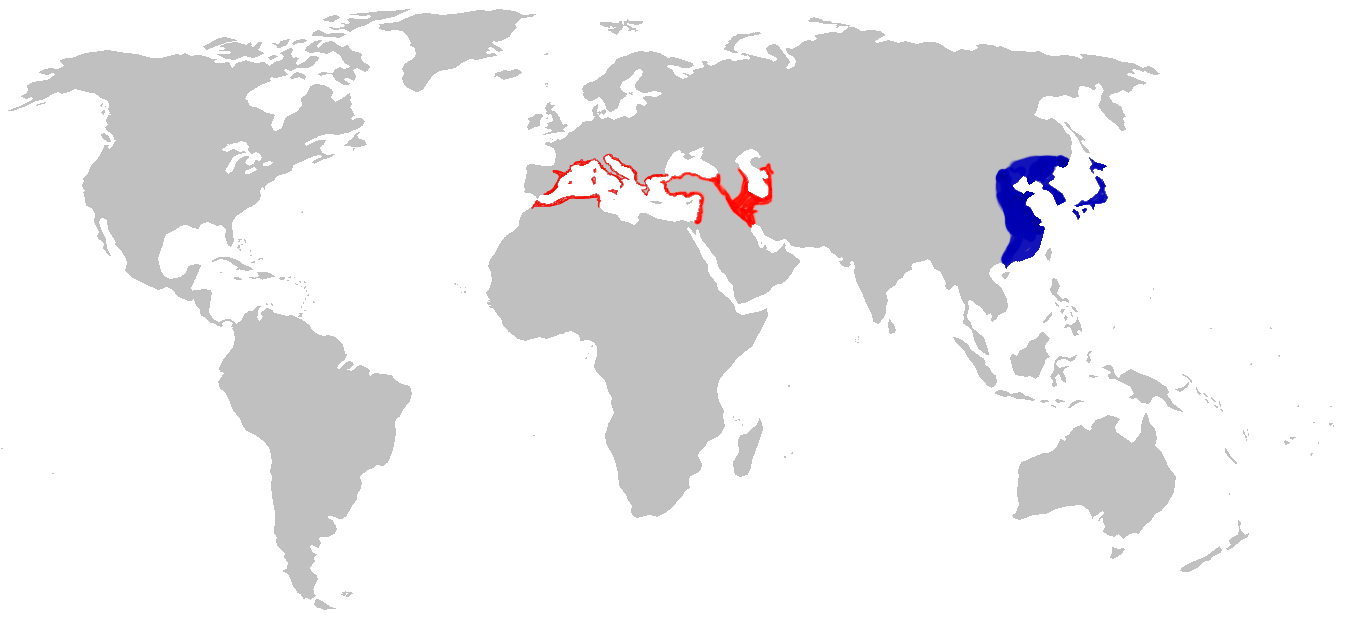

Hay dos especies: M. capaccinii, se encuentra en casi toda la Europa mediterránea, desde Almería hasta el Mar Negro, el noroeste de África, el Próximo Oriente y Uzbekistán; y M. macrodactilus, su distribución llegaría hasta Rusia y China, las dos Coreas y Japón.

### EnEspaña
La población estimada de España es de unos 10,000 ejemplares. Tras siete años de seguimiento se ha observado que la población muestra una tendencia de crecimiento moderado de 2,5 % anual. En Andalucía, es casi exclusivo en las tierras almerienses, granadinas y el pie de monte Cazorla-Segura. El 70 % de la población reproductora calculada para toda Andalucía en 2011 es de 1.834, lo que supone un 18 % de la población española.

## Comportamiento y ecología
Esta especie se encuentra íntimamente ligada a zonas acuáticas de marcado ambiente litoral. Su óptimo es el clima termomediterráneo. En general vive a baja altitud, hasta los 700 m s. n. m. Es exclusivamente cavernícola, y utiliza como refugios en cuevas, minas, túneles, etc., siempre junto a ríos, embalses, acequias, zonas húmedas y zonas de regadíos.
En época de cría son gregarios por sexos, estando las hembras juntas y los machos en otros refugios. En los refugios de invierno, el murciélago patudo comparte hábitat con varias especies de quirópteros, como el murciélago grande de herradura (Rhinolophus ferrumequinum), el murciélago mediterráneo de herradura (Rhinolophus euryale), el murciélago ratonero grande (Myotis myotis) y el murciélago de cueva (Miniopterus schreibersii).